# 최가박당 3 - 여황밀령
최가박당 3 - 여황밀령(最佳拍檔女皇密令, Aces Go Places III: Our Man From Bond Street)은 홍콩에서 제작된 서극 감독의 1984년 액션, 코미디 영화이다. 허관걸 등이 주연으로 출연하였고 맥가 등이 제작에 참여하였다.

## 출연

### 주연
- 허관걸
- 맥가
- 실비아 창

### 조연
- 피터 그레이브스
- 리차드 키엘
- 해롤드 사카타
- 서극